# Vlkonice (Křečovice)
Vlkonice (deutsch Wlkonitz) ist ein Ortsteil von Křečovice mit 46 (2009) Häusern und 47 Einwohnern, von dem es eineinhalb Kilometer entfernt nordöstlich liegt. Als 1943 Vlkonice Teil des SS-Truppenübungsplatzes Böhmen wurde, war die Bevölkerung abgesiedelt worden.